# 賀陽健憲
賀陽 健憲（かや たけのり、1942年〈昭和17年〉8月5日 -  2017年〈平成29年〉7月20日）は、日本旧皇族。皇籍離脱前の名は健憲王（たけのりおう）。賀陽宮恒憲王の第6王子。母は恒憲王妃敏子。1947年（昭和22年）10月14日、11宮家の皇籍離脱が行われた際、王も皇籍を離脱。学習院大学卒業後、日本交通公社に勤務した。2017年7月20日、東京都杉並区で逝去。

## 血縁
- 父：賀陽宮恒憲王
- 母：恒憲王妃敏子
- 兄弟：邦寿王 - 美智子女王 - 治憲王 - 章憲王 - 文憲王 - 宗憲王 - 健憲王